# Coenotephria mongoliata
Coenotephria mongoliata är en fjärilsart som beskrevs av Otto Staudinger 1897. Coenotephria mongoliata ingår i släktet Coenotephria och familjen mätare. Inga underarter finns listade i Catalogue of Life.